# Mert and Marcus
Mert and Marcus est un duo de photographes de mode composé de Mert Alas et Marcus Piggot. 
Le travail de ces deux photographes est fortement influencé par le français Guy Bourdin. 

## Historique
Mert Alas est né en Turquie et Marcus Piggot au Pays de Galles, tous les deux en 1971. Après avoir travaillé dans différents domaines, Mert dans la musique et le second dans le graphisme, ils se rencontrent en Angleterre la première fois en 1994. Alors qu'ils travaillaient tous les deux dans le domaine de la photographie, ils décident de créer une équipe et ouvrent un studio à Londres en 1998. Lorsqu'ils montrent leurs réalisations, des photographies futuristes, au magazine de mode londonien Dazed & Confused, ils font immédiatement la couverture. À la suite de quoi, le duo reçoit quelque temps après des commandes pour les différentes publications du groupe Condé Nast.
Le duo travaille depuis pour de nombreux magazines tels que Vogue Italia, W, ou Numéro, ou des clients comme Miu Miu avec Vanessa Paradis en 2008, Tom Ford, Cavalli, Gucci, ou Fendi (avec Kate Moss) pour les vêtements, et YSL ou Lancôme pour les parfums…
Le duo est également connu pour ses images de célébrités dont Lady Gaga, Shakira, Jennifer Lopez, Adele, Angelina Jolie Linda Evangelista, Gisele Bündchen (pour Missoni), Vanessa Paradis (pour Miu Miu), Björk, Lindsay Lohan, Anne Hathaway,Scarlett Johansson (pour Louis Vuitton en 2008), Charlotte Rampling, Kylie Minogue, Sophie Ellis-Bextor ou David et Victoria Beckham (pour la marque Giorgio Armani).
En 2006, ils réalisent le calendrier Pirelli.
En octobre 2010, pour le numéro-anniversaire des 90 ans de Vogue Paris, les deux photographes s'inspirent de Horst P. Horst.
En 2012, ils réalisent le clip de Madonna, Girl Gone Wild et, en 2013, les campagnes publicitaires pour le chausseur américain Brian Atwood avec Eva Herzigova comme mannequin, la marque de la styliste anglaise Stella Mc Cartney avec Natalia Vodianova, Emilio Pucci avec Amber Valletta, Giorgio Armani avec Saskia de Brauw, Loewe avec Penélope Cruz, la marque d'origine italienne Gucci avec Anja Rubik, ainsi que la publicité pour Versace avec Lady Gaga.
En avril 2017, ils tournent le clip de Nicki Minaj, Regret In Your Tears, c'est le second clip qu'ils ont filmé. Ils collaborent à nouveau avec la rappeuse en 2018 pour la réalisation du clip de Ganja Burn. 
En 2018, Mert & Marcus remportent le prix Isabella Blow du créateur de mode,. 